# Three Rivers (district)
Pour les articles homonymes, voir Three Rivers (Texas) et Three Rivers.
Three Rivers est un district non métropolitain du Hertfordshire, en Angleterre. Le conseil de district siège à Rickmansworth. Il tire son nom des rivières Chess, Gade et Colne. Le district est créé le 1er avril 1974, par le Local Government Act de 1972. Il est issu de la fusion des districts urbains de Rickmansworth et Chorleywood, et de portions du district rural de Watford.

## Paroisses civiles
Ce district est entièrement découpé en paroisses, à l'exception de l'ancien district urbain de Rickmansworth.
- Abbots Langley
- Chorleywood
- Croxley Green
- Sarratt
- Watford Rural

## Source
- (en) Cet article est partiellement ou en totalité issu de l’article de Wikipédia en anglais intitulé « Three Rivers District » (voir la liste des auteurs).